# 袋宮寺
袋宮寺（たいぐうじ）は、青森県弘前市にある天台宗の寺院。山号は、那智山。もともと、ここは無量院観音堂という。弘前藩四代目藩主、津軽信政が、父の三代目津軽信義の菩提を弔うために報恩寺を建立したが、それに引き続き、1677年（延宝5年）に無量院観音堂を建立し観音像を作らせた。それが十一面観音像である。
明治時代に報恩寺内の子院が廃止された際に袋宮寺の名称を引き継いで独立し、今日の名称となった。

## 十一面観音像
別名「背高観音」と言われ、高さが約6メートルに及ぶ。本像は青森県内に残る江戸時代までの仏像の中で最も大きく、東北地方でも屈指の巨像である。

## 文化財
- 袋宮寺本堂 : 青森県指定文化財 重宝 建造物、平成6年4月25日指定[2]。
- 十一面観世音立像 : 青森県指定文化財 重宝 彫刻、昭和33年6月25日指定[3]。

## アクセス
- 所在地: 青森県弘前市新寺町26[4]
- 東北自動車道 大鰐弘前ICから約40分
- JR・弘南鉄道 弘前駅から車で約10分